# Jolie Detta
 (septembre 2024).
La mise en forme du texte ne suit pas les recommandations de Wikipédia : il faut le « wikifier ».
Les points d'amélioration suivants sont les cas les plus fréquents. Le détail des points à revoir est peut-être précisé sur la page de discussion.
- Les titres sont pré-formatés par le logiciel. Ils ne sont ni en capitales, ni en gras.
- Le texte ne doit pas être écrit en capitales (les noms de famille non plus), ni en gras, ni en italique, ni en « petit »…
- Le gras n'est utilisé que pour surligner le titre de l'article dans l'introduction, une seule fois.
- L'italique est rarement utilisé : mots en langue étrangère, titres d'œuvres, noms de bateaux, etc.
- Les citations ne sont pas en italique mais en corps de texte normal. Elles sont entourées par des guillemets français : « et ».
- Les listes à puces sont à éviter, des paragraphes rédigés étant largement préférés. Les tableaux sont à réserver à la présentation de données structurées (résultats, etc.).
- Les appels de note de bas de page (petits chiffres en exposant, introduits par l'outil «  Source ») sont à placer entre la fin de phrase et le point final[comme ça].
- Les liens internes (vers d'autres articles de Wikipédia) sont à choisir avec parcimonie. Créez des liens vers des articles approfondissant le sujet. Les termes génériques sans rapport avec le sujet sont à éviter, ainsi que les répétitions de liens vers un même terme.
- Les liens externes sont à placer uniquement dans une section « Liens externes », à la fin de l'article. Ces liens sont à choisir avec parcimonie suivant les règles définies. Si un lien sert de source à l'article, son insertion dans le texte est à faire par les notes de bas de page.
- La présentation des références doit suivre les conventions bibliographiques. Il est recommandé d'utiliser les modèles {{Ouvrage}}, {{Chapitre}}, {{Article}}, {{Lien web}} et/ou {{Bibliographie}}. Le mode d'édition visuel peut mettre en forme automatiquement les références.
- Insérer une infobox (cadre d'informations à droite) n'est pas obligatoire pour parachever la mise en page.

Pour une aide détaillée, merci de consulter Aide:Wikification.
Si vous pensez que ces points ont été résolus, vous pouvez retirer ce bandeau et améliorer la mise en forme d'un autre article.
Jolie Detta Kamenga Kayobote ( née aux environs de 1968), professionellement connue sous le nom de Jolie Detta ou Evangeliste Myriam, est chanteuse, auteure-compositrice, danseuse et évangeliste congolaise(RDCongo) . elle commence sa carrière musicale avec choc Stars entre 1983 et 1984,,,,.
En 1985, Detta rejoint l'orchestre Afrisa International de Tabu Ley,, puis l'OK Jazz de Franco Luambo en 1986, où elle acquiert une reconnaissance nationale en tant que chanteuse principale dans le mini-album (EP) du groupe, Le Grand Maitre Franco et son tout puissant O.K. Jazz et Jolie Detta, en collaboration avec Fanco et Simaro Lutumba,,. Le mini-album comprenait des singles à succès commeMassu, Cherie Okamuisi Ngai, Layile, et Likambo Ya Somo Lumbe, qui l'ont propulsée sous les feux des projecteurs, avec une tournée au Kenya avec l'OK Jazz la même année,. Elle réintègre ensuite les Choc stars et enregistre plusieurs titres à succès avant de rejoindre le nouvel ensemble Orchestre Anti-Choc fondé par Bozi Boziana en 1988 après la dissolution des Choc Stars,. L'album d'Anti-Choc, La Reine de Sabah, sorti à la fin de l'année 1988, ainsi que son single éponyme, composé par Boziana, a été nommé comme Meilleure Chanson de l'Année et lui a permis de remporter le prix de la Meilleure Voix de l'Année pour sa performance,.
De 1900 aux années 2000, Detta se consacre à la musique chrétienne, passant par le gospel et s'installe à Luanda, en Angola,,.

## Jeunesse et Carrière
Bien que la date exacte de sa naissance soit incertaine, the Daily Nation rapporte qu'elle est née d'un père grec et une mère congolaise,. En 1983, Detta rejoint le groupe soukous Choc Stars à Kinshasa et contibue aux morceaux du groupe en tant que chanteuse et vocaliste principale. elle attire l'attention de Tabu Ley Rochereau et Franco Luambo lors de  ses performances, alors que le duo enresgistre leurs deux albums sous le label Choc Stars ( Choco Choc Choc). Elle intègre l'Afrisa international de Tabu Ley en 1985 et prend le pseudonyme de « Samantha Ley »,,,.
Après son passage réussi avec Afrisa, elle rejoint ensuite l'OK Jazz de Franco,,,. à la mi-1986, elle est mise en vedette dans l'EP de Franco, intitulé Le Grand Maitre Franco et son Tout Puissant O.K Jazz et Jolie Detta, un mélange de Rumba congolaise et de soukous, incluant une collabortion avec Simaro Lutumba. L'EP contient quatre titres : "Massy", "Chérie okamuisi Ngai", "Layile" et "Likambo ya Somo Lumbe" et est produit par Ediop Production de Franco et Disques Espérance, une filiale de SonoDisc. Les paroles de "Massu" mettent en avant la vix douce de Detta, avec Franco en chœur sur la ligne "Matongi elekaki biso mbeka eh", suivie d'un segment de sebéne plus rythmique, caractérisé par des guitares virevoltantes et des sections de percussions cuivrées subtantielles,. "Layile," également composée par Franco, intègre les contributions vocales de Franco et de Malage de Lugendo. Malage s'harmonise avec les indispensables parties vocales de Detta. Ces deux chansons sont cnsidérées comme parmi " les plus mémorables" de la discographie de L'OK Jazz.
L'association de Detta avec le groupe se termine après la sortie des deux chansons, certains attribuent son départ "prematuré" à un désaccord concernant la rémunération avec Franco. cependant, franco explique son départ par son incapacité à gérer  la notoriété apportée par ces titres. Elle réintègre Choc Stars, y fait quelques contributions puis rejoint le nouvel ensemble, orchestre Anti-Choc fondé par Bozi Boziana en 1988, après la dissolution de Choc Stars ,,. Detta réalise plusieurs duos avec Boziana et remporte le prix de la meilleure voix de l'année pour sa performance sur l'album du groupe intitulé la reine de sabbat, sorti en 1989,. Elle trouve ensuite sa voie en tant qu'artiste solo dans les années 1990 et 2000, en se consacrant à la musique gospel,.

## Chansons célèbres
- Fatou (avec Roxy Tshimpaka et Bozi Boziana)
- Bola Bola
- Massu (avec Franco Luambo et OK Jazz)
- Cherie Okamuisi Ngai (avec Franco Luambo et OK Jazz)
- Layile (avec Franco Luambo et OK Jazz)
- Likambo Ya Somo Lumbe (avec Franco Luambo et OK Jazz)
- Superstar
- Pot Pourri 18 Ans De Succés (avec Bozi Boziana et Anti-Choc)
- Evelyne (avec Bozi Boziana et Anti-Choc)
- La Reine de Sabah (avec Bozi Boziana et Anti-Choc)